# Нейроинфекция
Нейроинфекция — это общее название инфекционных заболеваний, которые вызываются бактериями, вирусами, грибками или простейшими и характеризуются преимущественной локализацией возбудителя инфекции в центральной нервной системе и клиническими признаками поражения каких-либо её отделов.

## Классификация
1. Первичные — при изначальном поражении нервной системы.
2. Вторичные — при заражении нервной системы из ранее существовавшего в организме очага воспаления.

## Виды нейроинфекций
- Менингиты;
  - лептоменингит;
  - пахименингит;
  - Арахноидит;
- Энцефалиты;
- Лептоспироз;
- Миелиты;
- Гнойные очаговые поражения;
  - Абсцесс мозга;
  - Эпидуральный абсцесс, субдуральная эмпиема;
  - Спинальный эпидуральный абсцесс;
- Полиомиелиты;
- Бешенство;
- Столбняк
- Нейротуберкулез;
- ВИЧ-инфекция;
- Коревой энцефалит;
- Лайм-боррелиоз;
- Лепра;
- Вирус герпеса;
- Нейросифилис;
- Прионные заболевания;
- Синдром Рея;
- Паразитарные заболевания нервной системы;
  - Нейроцистицеркоз;
  - Амёбный менингоэнцефалит;
  - Церебральная малярия;
  - Эхинококкоз головного мозга;
  - Альвеококкоз головного мозга;
  - Токсоплазмоз центральной нервной системы;
  - Кандидоз;
  - Криптококкоз;
  - Кокцидиоидоз;

К нейроинфекциям не относят дифтерию и ботулизм, так как при них поражение периферических нервных стволов вызывает не сам возбудитель, а его нейротоксины.